# Aero Contractors (Nigeria)
Aero Contractors of Aero is een Nigeriaanse luchtvaartmaatschappij met thuisbasis in Lagos.

## Geschiedenis
Aero Contractors is opgericht in 1960 als Aerocontractors Company of Nigeria door Schreiner Airways uit Nederland.
In 2002 werd zij overgenomen door de Canadese CHC group en werd de naam gewijzigd in Aero Contractors.
Naast lijn- en chartervluchten met vliegtuigen voert zij veel chartervluchten uit met helikopters.

## Diensten
Aero Contractors voert lijnvluchten uit naar:(juli 2007)
Binnenland:
- Abuja, Benin, Calabar, Enugu, Lagos, Owerri, Port Harcourt, Warri.

Buitenland:
- Accra, Bamako, Malabo.

## Vloot
De vloot van Aero Contractors bestaat uit:(augustus 2011)
- 2 Boeing B-737-300
- 2 Boeing B-737-500
- 2 Dash 8-300